# Station Tomter
Station Tomter is een spoorwegstation in  Tomter in fylke Viken in Noorwegen. Het station, uit 1882, ligt aan de oostelijke tak van Østfoldbanen. Het station is ontworpen door Balthazar Lange.
Tomter wordt bediend door de stoptreinen van lijn L22 die rijden tussen Skøyen en Mysen.